# Busto de Francesco Barberini
El busto de Francesco Barberini es una escultura en mármol realizada por Gian Lorenzo Bernini que está conservada en la National Gallery of Art de Washington D. C.

## Historia
La obra fue realizada en 1623 y fue encargada por el Papa Urbano VIII, sobrino-nieto de Francesco Barberini, protonotario apostólico. Este último murió en 1600, por lo tanto Bernini esculpió el busto de un retrato de Barberini, pintado anteriormente y que actualmente forma parte de la colección Corsini en Florencia. Bernini se atuvo estrechamente al retrato, si bien en la pintura la figura era de tres cuartos, mientras la escultura es un busto en el que se recoge la cabeza, hombros y pecho.

## Procedencia
La escultura fue donada a la National Gallery of Art de Washington D. C. en 1961 como parte de la donación de la Colección Kress. La Kress Foundation había adquirido precedentemente la obra, más precisamente en 1950, al conde Alessandro Contini-Bonacossi junto con una colección de 125 pinturas.